# Hejin
Hejin (河津市S, HéjīnP) è una città-contea della Cina, situata nella provincia dello Shanxi e amministrata dalla prefettura di Yuncheng.